# Carina Zampini
Carina Zampini (ur. 12 września 1975 w Buenos Aires, Argentyna) – argentyńska aktorka.

## Filmografia
- 2014: Droga do miłości jako Malena
- 2012–2013: Słodka miłość jako  Victoria Bandi
- 2011: Decisiones de vida jako Blanca
- 2010: Malparida jako Martina Figueroa
- 2008: Mujeres de Nadie jako Fernanda Almirón
- 2006: Collar de Esmeraldas jako Romina Franccini
- 2006: Zabójczynie jako Isabel
- 2005: Hombres de Honor jako Eva Hoffman
- 2005: Złodziejska liga jako Gloria
- 2004: Ojciec Coraje jako Ana Guerrico
- 2002: Franco Buenaventura, el profe jako Lucía Ledesma de Chamorro
- 2000: Calientes jako Mecha
- 2000: Dziki księżyc jako María Mendez
- 1999: Por el nombre de Dios jako Ariadna
- 1998: Gasoleros
- 1997–1998: Valeria jako Dr. Carla Lucero
- 1995–1996: Por siempre mujercitas jako Carla Lucero

## Życie prywatne
Aktorka ma trzech braci – Damiána (ur. w 1975), Pabla (ur. w 1979) i Daniela (ur. w  1991). Jej mężem był Pablo Arce, z którym ma syna Manuela.